# Allomarkgrafia tubiflora
Allomarkgrafia tubiflora är en oleanderväxtart som beskrevs av R. E. Woodson och John Duncan Dwyer. Allomarkgrafia tubiflora ingår i släktet Allomarkgrafia och familjen oleanderväxter. Inga underarter finns listade i Catalogue of Life.